# Kryzys bankowy w Szwecji
Kryzys bankowy w Szwecji – kryzys finansowy w Szwecji w latach 90. XX wieku. Pod koniec lat osiemdziesiątych i na początku lat dziewięćdziesiątych kraje skandynawskie doświadczyły największego kryzysu finansowego od czasów II wojny światowej. W Szwecji wysoka inflacja spowodowała, że utrzymanie polityki sztywnego kursu walutowego stało się niemożliwe i w rezultacie dokonano kilkukrotnej dewaluacji korony. Gdy w 1980 r. wskaźnik cen konsumpcyjnych sięgnął 15%, rząd zdecydował się zatrzymać spiralę inflacji i pobudzić wzrost gospodarczy poprzez serię reform finansowych.
Nastąpił boom spekulacyjny na rynku nieruchomości, równoległy z gwałtownym wzrostem akcji kredytowej. W latach 1981–1991 ceny mieszkań wzrosły ponad dwukrotnie. Od 1990 do 1995 r. ceny lokali mieszkaniowych spadły o 25% a ceny lokali użytkowych o 42%. Odsetek niespłacanych kredytów wzrósł w latach osiemdziesiątych z 0,2% do 0,5% wszystkich kredytów, a w roku 1992 do 5%. 
W konsekwencji Szwecja znacjonalizowała kilka swoich największych banków. 

## Zarys sytuacji
W latach pięćdziesiątych obywatele Szwecji cieszyli się jedną z najbardziej swobodnych gospodarek świata. Jednak w latach 1950–1976 wydatki rządowe osiągnęły poziom niespotykany w czasach pokoju. W 1950 r. stanowiły one 20% PKB, a w 1975 r. ich udział wzrósł do 50%. Niemal każdego roku podnoszono podatki, zaś państwo opiekuńcze rozrastało się. Zwiększała się liczba etatów rządowych i ilość przyznawanych zasiłków. Odsetek pracowników sektora publicznego w stosunku do ogółu pracowników wzrósł z 20% w 1965 r. do 30% w 1985 r.
W pierwszych 20 latach nieodpowiedzialna ekspansja prowadzona przez rząd nie wiązała się z poważnymi negatywnymi skutkami, ponieważ Szwecja czerpała korzyści z szybkiego wzrostu globalnej gospodarki. Rozwój kraju zaczął jednak spowalniać i niegdyś ponadprzeciętny wzrost gospodarczy spadł do poziomu zaledwie przeciętnego. Sytuacja pogorszyła się w 1970 r., wraz z szybko rosnącą liczbą przepisów antyprzedsiębiorczych i gwałtownie podniesionymi podatkami od wynagrodzeń. 
Wzrastające podatki od wynagrodzeń oraz zwiększone wymagania płacowe narzucone przez związki zawodowe sprawiły, że szwedzkie przedsiębiorstwa przestały być konkurencyjne na światowym rynku. Problem miało rozwiązać zdewaluowanie szwedzkiej korony. W konsekwencji nastąpił gwałtowny wzrost inflacji i kolejne dewaluacje. 
Po zabójstwie Olofa Palme przez nieznanego zamachowca w lutym 1986 r., premierem został pragmatyk Ingvar Carlsson. Obawiając się, że sztuczny wzrost gospodarczy w Szwecji będzie przebiegał tak jak w innych państwach, rząd Carlssona wprowadził kilka reform wolnorynkowych. Wśród nich było zniesienie w 1989 r. wszelkiej kontroli walutowej oraz reforma podatkowa, która zmniejszyła marginalną stawkę podatkową. Choć reformy te przyczyniły się znacząco do polepszenia długookresowej sytuacji ekonomicznej Szwecji, spowodowały również przyspieszenie nadejścia kryzysu gospodarczego na początku lat dziewięćdziesiątych. 
W 1990 r., po zastosowaniu serii środków oszczędnościowych, gospodarka zaczęła znacznie spowalniać. Wzrost cen konsumpcyjnych zwolnił. Utrzymywanie wysokiej nominalnej stopy procentowej, zmniejszenie podatku od zysków kapitałowych, zmniejszenie odliczeń z tytułu spłaty odsetek oraz spadająca inflacja spowodowały znaczny wzrost realnych stóp procentowych, co zatrzymało rozrost baniek spekulacyjnych. Dodatkowe problemy spowodowane były wysokimi cenami ropy po inwazji Saddama Husajna na Kuwejt i pogorszeniem sytuacji gospodarczej kluczowych partnerów handlowych, takich jak Stany Zjednoczone, Wielka Brytania, czy Finlandia. W rezultacie pod koniec lat dziewięćdziesiątych Szwecja pogrążyła się w recesji.
W listopadzie 1992 r. nastąpił krach. Radykalne podwyższenie stóp procentowych (do astronomicznych 500%) i głęboka recesja przyczyniły się do zwiększenia liczby zagrożonych kredytów, powodując bankructwo większości banków. Ogromny kryzys bankowy został powstrzymany, dopiero gdy rząd Szwecji zobowiązał się udzielić bankom wsparcia finansowego. 
Była to największa recesja w Szwecji od czasów Wielkiego Kryzysu. W 1993 r. PKB był o 5% niższy niż w 1990 r., zatrudnienie spadło o ponad 10%, a deficyt budżetowy wzrósł do ponad 10% PKB. W międzynarodowych porównaniach przychodów obywateli Szwecja spadła na pozycje 15–20 i już nigdy nie zdołała ponownie uplasować się w czołówce rankingu. Po okresie głębokiego kryzysu zostały wprowadzone reformy wolnorynkowe i cięcia budżetowe. Dzięki temu sytuacja gospodarcza Szwecji poprawiła się.
Stopa bezrobocia w Szwecji zawsze była bardzo niska i wynosiła średnio 2%. Jednak według oficjalnych danych, w ciągu ostatnich dwóch dekad stopa bezrobocia w Szwecji wzrosła ponad trzykrotnie. Przypuszcza się, że faktyczne bezrobocie w tym kraju jest znacznie wyższe. McKinsey Global Institute oszacował, że rzeczywista stopa bezrobocia wynosiła w 2004 r. ok. 15%.